# Élections législatives turques de 1987
Les élections législatives turques de 1987  ont eu lieu le 29 novembre 1987.

## Mode de scrutin
La Grande Assemblée nationale de Turquie est le parlement unicaméral de la Turquie. Elle compte 450 députés, élus pour quatre ans au scrutin proportionnel, chacune des soixante-dix neuf provinces constituant une circonscription électorale. Les candidats présents sur la liste d'un parti politique ne sont élus que si leur formation a obtenu au moins 10 % des suffrages exprimés au niveau national, si elle a présenté deux candidats à chaque siège de député dans au moins la moitié des provinces, et si elle est bien implantée dans la moitié des provinces et un tiers des arrondissements provinciaux.
Au seuil électoral s'ajoutent plusieurs conditions supplémentaires auxquelles un parti doit se soumettre pour pouvoir bénéficier de sièges. Ils doivent avoir une présence dans un minimum d'un tiers des districts d'au moins 40 provinces, dans lesquelles ils doivent présenter au moins deux candidats.
Le seuil électoral turc de 10 % des suffrages, très élevé, a par le passé poussé au regroupement des formations et au vote tactique de la part des électeurs afin d'éviter que leur vote ne soit « perdu ».

## Résultats
|                           |                                              |            |       |      |        |               |  |  |  |
| Partis                    | Partis                                       | Voix       | %     | +/-  | Sièges | +/-           |  |  |  |
|                           | Parti de la mère patrie (ANAP)               | 8 704 335  | 36,31 | 8,83 | 292    | 81            |  |  |  |
|                           | Parti populiste social-démocrate (SHP)       | 5 931 000  | 24,74 | Nv   | 99     | 99            |  |  |  |
|                           | Parti de la juste voie (DYP)                 | 4 587 062  | 19,14 | Nv   | 59     | 59            |  |  |  |
|                           | Parti de la gauche démocratique (DSP)        | 2 044 576  | 8,53  | Nv   | 0      | en stagnation |  |  |  |
|                           | Parti de la prospérité (RP)                  | 1 717 425  | 7,16  | Nv   | 0      | en stagnation |  |  |  |
|                           | Parti nationaliste du travail (MÇP)          | 701 538    | 2,93  | Nv   | 0      | en stagnation |  |  |  |
|                           | Parti de la démocratie révolutionnaire (IDP) | 196 272    | 0,82  | Nv   | 0      | en stagnation |  |  |  |
|                           | Indépendants                                 | 89 421     | 0,37  | 0,76 | 0      | en stagnation |  |  |  |
|                           |                                              |            |       |      |        |               |  |  |  |
| Votes valides             | Votes valides                                | 23 971 629 | 97,43 |      |        |               |  |  |  |
| Votes blancs et invalides | Votes blancs et invalides                    | 631 912    | 2,57  |      |        |               |  |  |  |
| Total                     | Total                                        | 24 603 541 | 100   | –    | 450    | 50            |  |  |  |
| Abstention                | Abstention                                   | 1 773 385  | 6,72  |      |        |               |  |  |  |
| Inscrits / participation  | Inscrits / participation                     | 26 376 926 | 93,28 |      |        |               |  |  |  |

## Analyse et conséquences
L’ANAP, parti conservateur et laïc dirigé par le premier ministre (et futur président de la République) Turgut Özal, conserve le pouvoir à l’issue des élections.